# 失职行为
失职行為（malpractice、瀆職行為；不端行為；不正當行為；專業人員失職行為；公務員職權濫用罪）在侵權行為法中亦稱專業過失，即是「專業上的一種過失、或無能力的事例」。

## 失职行為型態
失职行為的型態包括：
- 醫療事故（一位医生未能行使即使在相同醫療專業的醫生、或外科醫生在類似的情況下也能行使的護理及醫療技能。）[2]

- 律師的瀆職（一位律師未能行使即使在一位普通與理性的律師在類似的情況下也能以其專業能力、審慎及勤勉的方式提供的專業服務。）。[1]

醫療事故以及對個人和機構的服務提供方的索賠發生率之上升、結果導致了患者支援團體的興起及發展。